# Liu Ming-huang
Liu Ming-huang (n. 17 septembrie 1984, 埔里鎮⁠(d), 南投縣⁠(d), Taiwan) este un arcaș ce a reprezentat Taipeiul Chinez, medaliat olimpic. A participat la o ediție a Jocurilor Olimpice (2004) în care a câștigat o medalie de argint.